# Liste des évêques et archevêques de Monreale
Pour la liste des évêques et archevêques de Montréal (Canada), voir Archidiocèse de Montréal.
Pour un article plus général, voir Archidiocèse de Monreale.
La liste des évêques et archevêques de Monreale recense les noms des évêques puis archevêques qui se sont succédé sur le siège épiscopal de Monreale en Sicile depuis la fondation du diocèse de Monreale en 1176 puis son élévation au rang d'archidiocèse en 1183. 

## Sont évêques
- Teobaldo (1176–1178)
- Guillaume (1178–1183)

## Sont Archevêques
- Guillaume (1183–1189)
- Caro (1189–1222 ?)
- Benvenuto (1258–1260)
- Goffredo de Bellomonte
- Transmundo (1267–1269)
  - Avveduto (1269–1275) (pas reconnu)
- Giovanni Boccamazza (1275–1285)
- Pietro Guerra (1286–1297)
- Ruggero Dommusco (1304–1304)
- Arnaldo Rassach (1306–1324)
- Napoleone Orsini (1325–1337)
- Emanuele Spinola (1338–1362)
- Guglielmo Monstri (1362–1379)
- Paolo dei Lapi (1379–1407)
- Giovanni Ventimiglia (1418–1449)
- Alfonso Coevaruvias (1450–1455)
- Giovanni Aragona (1455–1458)
- Ausias de Spuig (1458–1483)
- Juan de Borja Lanzol de Romaní, el mayor (1492–1503)
- Giovanni (Castella) Castiglia (1503–1504)
- Alfonso d’Aragona (1505–1512)
- Enrique de Cardona y Enríquez (1512–1530)
- Pompeo Colonna (1530–1532)
- Ippolito de' Medici  (1532–1535)
- Alexandre Farnèse (1536–1573)
- Luis Torres (1573–1583)
- Ludovico de Torres (iuniore) (1588–1609)
- Arcangelo Gualtieri (1612–1617)
- Jerónimo Venero Leyva (1620–1628)
- Cosimo de Torres (1634–1642)
- Giovanni Torresiglia (1644–1648)
- Francesco Peretti di Montalto (1650–1655)
- Ludovico Alfonso Los Cameros (1656–1668)
- Vitaliano Visconti (1670–1671)
- Giovanni Roano (1673–1703)
- Francesco del Giudice (1704–1725)
- Juan Álvaro Cienfuegos Villazón, S.J (1725–1739)
- Troiano Acquaviva d'Aragona (1747–1753)
- Iacopo Bonanno (1753–1754)
- Francesco Testa (1754–1773)
- Francesco Ferdinando Sanseverino (1776–1793)
- Filippo Lopez Royo
- Mercurio Maria Teresi (1802–1805)
- Domenico Benedetto Balsamo, O.S.B (1816–1844)
- Pier Francesco Brunaccini, O.S.B. (1845–1850)
- Benedetto D’Acquisto (1858–1867)
- Giuseppe Maria Papardi del Pacco, C.R. (1871–1883)
- Domenico Gaspare Lancia di Brolo, O.S.B. (1884–1919)
- Antoine Auguste Intreccialagli, O.C.D. (1919–1924)
- Ernesto Eugenio Filippi (1925–1951)
- Francesco Carpino (1951–1961)
- Corrado Mingo (1961–1978)
- Salvatore Cassisa (1978–1997)
- Pio Vittorio Vigo (1997–2002)
- Cataldo Naro (2002–2006)
- Salvatore Di Cristina (2006–2013)
- Michele Pennisi (2013-2022)
- Gualtiero Isacchi (2022-...)